# Campeonato Sergipano de Futebol Sub-20 de 2021 – Série A1
A Série A1 do Campeonato Sergipano de Futebol Sub-20 de 2021, foi a 17ª edição da principal competição de futebol Sub-20 do estado de Sergipe. Organizada pela Federação Sergipana de Futebol — FSF, é a principal divisão da categoria e apesar de ter uma segunda divisão, não terá rebaixamento. A competição foi realizada entre os dias 17 de julho à 23 de agosto e contou com a presença de 10 equipes.
O Lagarto Futebol Clube, sagrou-se campeão ao bater o  Confiança por 1 a 0, jogo disputado em partida única. Com isso, além de conquistar seu primeiro título na competição, garantiu vaga para disputar a Copa São Paulo de Futebol Júnior em 2022, junto com o Confiança, como também será o representante do estado na Copa do Brasil Sub-20 de 2022 e a Copa do Nordeste Sub-20 de 2022.

## Regulamento
A Série A1 do Sergipano Sub-20 de 2021, foi disputado por 10 (dez) equipes, distribuídas em 02 (dois) grupos de 05 (cinco) clubes. Foi dividida em três fases; 1ª Fase – Classificatória, 2ª Fase – Semifinal e 3ª Fase – Final, de acordo com o Regulamento Específico da Competição publicado pela Diretoria de Competições da FSF.
Na Primeira Fase – (Classificatória) – Nesta Fase os 10 (dez) clubes serão distribuídos em 2 (dois) grupos de 5 (cinco) clubes cada, definidos em sorteio realizado dia 25/05/2021. As equipes jogarão com as equipes do mesmo grupo no sistema de ida. Após o término da 1ª fase estarão classificados para a fase seguinte os 2 (dois) primeiros colocados de cada grupo. Na Segunda Fase – (Semifinal) -  Nessa fase, os 4 (quatro) clubes classificados da fase anterior serão distribuídos em 2 (dois) grupos de 2 (dois) clubes cada, jogarão em partidas de ida e volta, conforme quadro abaixo, sendo que a equipe melhor classificada na primeira fase, fará a partida de volta em casa. E por fim, na Terceira Fase – (Final) – Nessa última fase, as duas Associações, vencedoras da fase anterior (semifinal) decidirão em jogo único a SER REALIZADO NA ARENA BATISTÃO, o título de Campeão do Campeonato Sergipano Sub, ano 2021. Nesta fase, em caso de empate após o tempo regulamentar, o desempate para indicação do clube vencedor desta etapa, será através de cobrança de pênaltis, de acordo com os critérios adotados pela International Board. Todas equipes iniciarão todas as fases com 0 (zero) ponto.
Somente poderão participar do Campeonato Sergipano Sub 20, ano 2021 os atletas que tenham sido registrados na DRT e cujos nomes constem do BID publicado até o último dia útil que anteceder a cada partida. Os Clubes poderão utilizar atletas nascidos em 2001, 2002, 2003 e 2004, limitados a idade de 20 anos. O atleta inscrito e participante de uma partida por uma equipe não poderá competir por outra no presente Campeonato. Entende-se como atleta participante, o atleta cujo nome esteja incluído na relação fornecida pelo clube para a partida da competição, mesmo o atleta ficando como suplente em qualquer partida.

## Critérios de desempate
Os critérios técnicos mencionados no presente Regulamento, aplicar-se-ão sucessivamente e pela ordem, em caso de empate em número de pontos ganhos entre 02 (duas) ou mais equipes na primeira e segunda fases do referido campeonato.
1. Maior número de vitórias;
2. Maior saldo de gols;
3. Maior número de gols pró;
4. Confronto direto (quando o empate ocorrer entre dois clubes);
5. Menor número de cartões vermelhos recebidos;
6. Menor número de cartões amarelos recebidos;
7. Sorteio. (A ser realizado na sede da FSF)

## Primeira fase
| Pos | Equipes              | Pts | J | V | E | D | GP | GC | SG  | %   |
| --- | -------------------- | --- | - | - | - | - | -- | -- | --- | --- |
| 1   | Confiança            | 12  | 4 | 4 | 0 | 0 | 13 | 1  | +12 | 100 |
| 2   | Maruinense           | 9   | 4 | 3 | 0 | 1 | 5  | 3  | +2  | 75  |
| 3   | América de Pedrinhas | 4   | 4 | 1 | 1 | 2 | 4  | 5  | –1  | 33  |
| 4   | Itabaiana            | 4   | 4 | 1 | 1 | 2 | 3  | 6  | –3  | 33  |
| 5   | Dorense              | 0   | 4 | 0 | 0 | 4 | 2  | 12 | –10 | 0   |

| Pos | Equipes            | Pts | J | V | E | D | GP | GC | SG | %  |
| --- | ------------------ | --- | - | - | - | - | -- | -- | -- | -- |
| 1   | Lagarto            | 8   | 4 | 2 | 2 | 0 | 6  | 2  | +4 | 66 |
| 2   | Boca Júnior        | 8   | 4 | 2 | 2 | 0 | 6  | 4  | +2 | 66 |
| 3   | Freipaulistano     | 4   | 4 | 1 | 1 | 2 | 3  | 4  | –1 | 33 |
| 4   | Sergipe            | 4   | 4 | 1 | 1 | 2 | 4  | 7  | –3 | 33 |
| 5   | Atlético Gloriense | 2   | 4 | 0 | 2 | 2 | 2  | 4  | –2 | 16 |

|  |                                 |
|  | Classificado para às Semifinais |
|  | Eliminados na Primeira fase     |

## Segunda fase
Em itálico, as equipes que disputarão a primeira partida como mandante. Em negrito, as equipes classificadas.
|  | Semifinais 11 e 16 de agosto | Semifinais 11 e 16 de agosto | Semifinais 11 e 16 de agosto | Semifinais 11 e 16 de agosto |   |           | Final 23 de agosto | Final 23 de agosto |
|  |                              |                              |                              |                              |   |           |                    |                    |
|  | Confiança                    | 1                            | 3                            | 4                            |   |           |                    |                    |
|  | Boca Júnior                  | 0                            | 1                            | 1                            |   |           |                    |                    |
|  | Boca Júnior                  | 0                            | 1                            | 1                            |   | Confiança | 0                  |                    |
|  |                              |                              |                              |                              |   | Confiança | 0                  |                    |
|  |                              | Lagarto                      | 1                            |                              |   |           |                    |                    |
|  | Lagarto                      | Lagarto                      | 1                            | 3                            | 1 | 4         |                    |                    |
|  | Lagarto                      |                              |                              | 3                            | 1 | 4         |                    |                    |
|  | Maruinense                   | 0                            | 0                            | 0                            |   |           |                    |                    |

## Terceira fase

### Final
| 23 de agosto | Confiança | 0 – 1   | Lagarto | Arena Batistão, Aracaju                                   |
| 16:00        |           | Súmula] | 19' Leo | Público: Portões fechados Árbitro: SE Michel Lima Tavares |

| Confiança | Lagarto |

## Premiação
| Campeonato Sergipano Sub-20 de 2021 Série A1 |
| Sergipe                                      |
| -------------------------------------------- |
| Lagarto Campeão (1° título)                  |

## Classificação final
A tabela a seguir classifica as equipes de acordo com a fase alcançada e considerando os critérios de desempate.